# Krajolik škriljevca sjeverozapadnog Walesa
Krajolik škriljevca sjeverozapadnog Walesa predstavlja preobrazbu koju je prouzročilo industrijsko vađenje i rudarstvo škriljevca u tradicionalnom ruralnom okruženju planina i dolina masiva Snowdon u sjeverozapadnom Walesu. Ovo područje, koje se proteže od vrha planine do morske obale, je bilo međunarodno značajno, ne samo za izvoz škriljevca već i za izvoz tehnologije i kvalificiranih radnika od 1780-ih do početka 20. stoljeća. Također je predstavljalo i model za druge kamenolome škriljevca u različitim dijelovima svijeta. Te služi kao važan i izvanredan primjer razmjene materijala, tehnologija i ljudskih vrijednosti.  Zobog toga je ovaj krajolik 2021. god. upisan je na UNESCO-ov popis mjesta svjetske baštine u Europi.

## Povijest
Postojanje industrije škriljevca u Walesu potvrđeno je još od rimskog razdoblja, kada se škriljevac koristio za pokrivanje krovova utvrde u Segontiumu (današnjem Caernarfonu). Industrija škriljevca rasla je polako do početka 18. stoljeća, a zatim brzo tijekom industrijske revolucije (1780.-1914.) do kraja 19. stoljeća, kada su se najvažnija područja za proizvodnju škriljevca nalazila u sjeverozapadnom Walesu. Ta su nalazišta uključivala kamenolom Penrhyn u blizini Bethesde, kamenolom Dinorwic u blizini Llanberisa, kamenolome u dolinama Nantlle i Blaenau Ffestiniog, gdje se škriljevac kopao, a ne vadio. Penrhyn i Dinorwig bili su dva najveća kamenoloma škriljevca na svijetu, a kamenolom Oakeley u Blaenau Ffestiniogu bio je najveći rudnik škriljevca na svijetu. . Škriljevac se uglavnom koristio za krovove, ali se proizvodio i kao deblja ploča za razne namjene, uključujući podove, radne ploče, nadgrobne spomenike, pa i za visokokvalitetne površine za igre poput shove ha'penny, snookera i bilijara
Do kraja 18. stoljeća, škriljevac su u malim razmjerima vadile skupine kamenolomaca koji su plaćali tantijeme zemljoposjedniku, prevozili škriljevac do luka, a zatim ga otpremali u Englesku, Irsku, a ponekad i Francusku. Pred kraj stoljeća, zemljoposjednici su sami počeli upravljati kamenolomima u većim razmjerima. Nakon što je vlada ukinula porez na škriljevac 1831. god., brzo širenje potaknula je izgradnja uskotračnih željeznica za prijevoz škriljevca do luka.
Industrija škriljevca dominirala je gospodarstvom sjeverozapadnog Walesa tijekom druge polovice 19. st., ali je drugdje bila u mnogo manjem opsegu. Godine 1898. radna snaga od 17 000 ljudi proizvela je pola milijuna tona škriljevca. Žestoki industrijski spor u kamenolomu Penrhyn između 1900. i 1903. označio je početak njegovog pada, a Prvi svjetski rat doveo je do velikog smanjenja broja zaposlenih u ovoj industriji. Velika depresija i Drugi svjetski rat doveli su do zatvaranja mnogih manjih kamenoloma, a konkurencija drugih krovnih materijala, posebno crijepa , rezultirala je zatvaranjem većine većih kamenoloma 1960-ih i 1970-ih. Proizvodnja škriljevca nastavlja i danas, ali u mnogo manjenom opsegu.

## Zaštićena područja
Zaštićena područja sadrže reliktne kamenolome i rudnike, arheološka nalazišta povezana s industrijskom preradom škriljevca, te povijesna naselja, žive i drevne povijesne vrtove i velike seoske kuće, luke, pristaništa i gatove, ali i željezničke i cestovne sustave koji ilustriraju funkcionalne i društvene veze ovog reliktnog industrijskog krajolika. Područja su tematski grupirana prema sličnom industrijskom razvoju u šest prostorno odvojenih područja s pripadajućim zajednicama i infrastrukturom:
1. Kamenolom škriljevca Penrhyn i Bethesda i dolina Ogwen do Port Penrhyn
2. Planinski krajolik kamenoloma škriljevca Dinorwig
3. Krajolik kamenoloma škriljevca u dolini Nantlle
4. Kamenolomi škriljevca, željeznice i mlin Gorseddau i Prince of Wales
5. Ffestiniog: njegovi rudnici i kamenolomi škriljevca, „grad škriljevca” i željeznica do Porthmadoga
6. Kamenolom škriljevca Bryneglwys, selo Avergynolwyn i željeznica Talyllyn

- Nacionalni muzej škriljevca, smješten u zgradi starog kamenoloma Dinorwig
- Užadnica kamenoloma Dinorwig, izgrađena od lokalnog škriljevca
- Vojarna Anglesey kamenoloma Dinorwig gdje su bili smješteni radnici tijekom tjedna
- Napuštena kola u rudniku Llangollen
- Kamenolom Gloddfa Ganol (Ffestiniog) 1990. god.

## Vanjske poveznice
|  | Zajednički poslužitelj ima još gradiva o temi Škriljevac u Walesu |

- Izvještaj BBC-a o upisu na popis svjetske baštine (engl.)